# 889 TCN
889 TCN là một năm trong lịch La Mã.